# Llista de missions diplomàtiques a Lituània

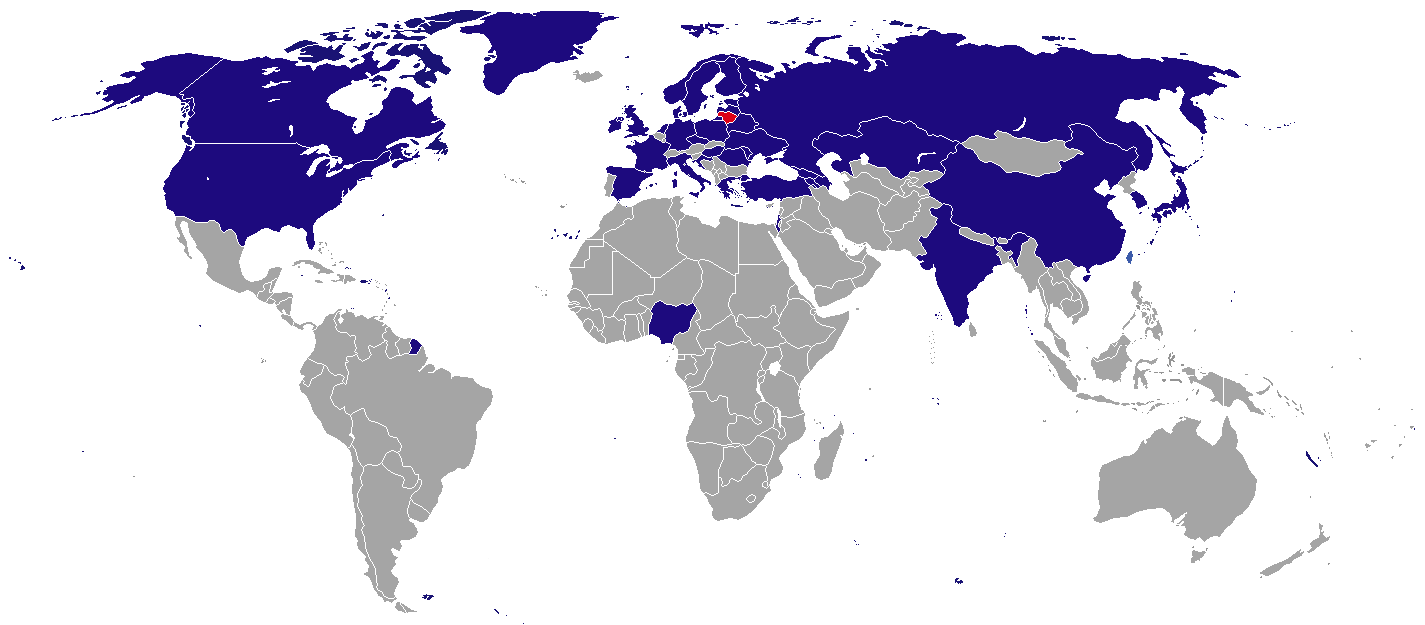
Mapa de les missions diplomàtiques a Lituània

Aquest article és una llista de missions diplomàtiques a Lituània. En data d'abril de 2022, la capital, Vilnius, alberga 35 ambaixades i una oficina de l'ambaixada. Diversos altres països tenen ambaixadors acreditats a Lituània, la majoria d'ells residents a Berlín, Copenhaguen, Moscou, Varsòvia o altres capitals nòrdiques.

## Missions diplomàtiques a Vílnius
| País                           | Tipus de missió          | Fotografia |
| ------------------------------ | ------------------------ | ---------- |
| Armènia                        | Ambaixada                | -          |
| Azerbaidjan                    | Ambaixada                |            |
| Belarús                        | Ambaixada                |            |
| Canadà                         | Oficina de l'Ambaixada   |            |
| R.P. de la Xina                | Oficina de l'Ambaixada   |            |
| Croàcia                        | Ambaixada                | -          |
| Txèquia                        | Ambaixada                |            |
| Dinamarca                      | Ambaixada                |            |
| Estònia                        | Ambaixada                |            |
| Finlàndia                      | Ambaixada                | -          |
| França                         | Ambaixada                |            |
| Geòrgia                        | Ambaixada                |            |
| Alemanya                       | Ambaixada                |            |
| Grècia                         | Ambaixada                |            |
| Santa Seu                      | Nunci apostòlic          |            |
| Hongria                        | Ambaixada                |            |
| Irlanda                        | Ambaixada                |            |
| Israel                         | Ambaixada                |            |
| Itàlia                         | Ambaixada                | -          |
| Japó                           | Ambaixada                | -          |
| Kazakhstan                     | Ambaixada                | -          |
| Letònia                        | Ambaixada                | -          |
| Moldàvia                       | Ambaixada                | -          |
| Països Baixos                  | Ambaixada                | -          |
| Noruega                        | Ambaixada                | -          |
| Polònia                        | Ambaixada                |            |
| Romania                        | Ambaixada                |            |
| Rússia                         | Ambaixada                |            |
| Orde Sobirà i Militar de Malta | Ambaixada                | -          |
| Espanya                        | Ambaixada                |            |
| Suècia                         | Ambaixada                |            |
| Taiwan                         | Oficina de Representació |            |
| Turquia                        | Ambaixada                |            |
| Ucraïna                        | Ambaixada                |            |
| Regne Unit                     | Ambaixada                |            |
| Estats Units                   | Ambaixada                | -          |

## Consolats generals
- Rússia (Klaipėda) (Arran de la invasió russa d'Ucraïna del 2022 i de massacre de Butxa, el 4 d'abril del 2022, el govern lituà va comunicar que l'ordenaria tancar)[1]

## Missions finalitzades
| Ciutat  | País emissor    | Missió    | Any de tancament | Ref.        |
| ------- | --------------- | --------- | ---------------- | ----------- |
| Vilnius | Àustria         | Ambaixada | 2018             | [ 2 ]       |
| Vilnius | Bèlgica         | Ambaixada | 2015             | [ 3 ] [ 4 ] |
| Vilnius | Bulgària        | Ambaixada | 2011             | [ 5 ]       |
| Vilnius | R.P. de la Xina | Ambaixada | 2021             | [ 6 ]       |
| Vilnius | Portugal        | Ambaixada | 2012             | [ 7 ]       |
| Kaunas  | Imperi Japonès  | Consulat  | 1940             | [ 8 ]       |